# Масштабно-тематические структуры
В теории музыки, масштабно-тематические структуры (структуры музыкальной речи, ритмосинтаксические структуры, синтаксические структуры) — это структуры музыкальной темы, которые образуются из сочетания различных по протяжённости мотивов и фраз.
Существует несколько видов масштабно-тематических структур:
- суммирование (1 + 1 + 2) — построение, в котором за периодичностью следует непериодичное построение, приблизительно равное по масштабу;
- прогрессирующее суммирование (1 + 1 + 2 + 2 + 4 + 4);
- дробление (2 + 2 + 1 + 1) — структура, в которой за более крупной периодичностью следует меньшая периодичность;
- прогрессирующее дробление (4 + 4 + 2 + 2 + 1 + 1);
- периодичность (2 + 2 + 2 + 2) — построение, состоящее из двух или нескольких одинаковых частей;
- дробление с замыканием (2 + 2 + 1 + 1 + 2) — дробление с последующим суммированием.